# 美郷町立西郷義務教育学校
美郷町立西郷義務教育学校（みさとちょうりつさいごうぎむきょういくがっこう）は、宮崎県東臼杵郡美郷町西郷田代にある義務教育学校。

## 概要
美郷町立西郷義務教育学校は、美郷町立田代幼稚園、美郷町立田代小学校、美郷町立西郷中学校が統合し、2021年4月1日に開校した。なお、本校は、幼稚園から4年生まで前期ブロック、5年生から9年生（中学3年生相当）まで後期ブロックの2部制を採る。

## 沿革
- 2021年（令和3年）
  - 4月1日 - 開校。
  - 4月8日 - 新任・校旗授与・始業の各式典挙行[3]。開校時点の園児・児童・生徒数は114名。
  - 4月12日 - 第1回入学式挙行。なお、新型コロナウイルス感染拡大の影響により、全校児童・生徒の出席を見送り、9年生（中学3年生相当）のみ出席した。最初の新入生は12名[3]。
- 2022年（令和4年）3月16日 - 第1回卒業式挙行。最初の卒業生は11名[4]。

## 教育目標
「ふるさとを愛し、未来を拓く子どもの育成」

## 学校行事
| - 4月 入学式・始業式 - 5月 - 6月 | - 7月 終業式 - 8月 - 9月 始業式 | - 10月 - 11月 - 12月 終業式 | - 1月 始業式 - 2月 - 3月 卒業式・終業式 |

## 通学区域
- 美郷町西郷地区全域[5][6]

## 交通
- 宮崎交通90系統「唖谷（塚原経由）」行、91系統「塚原」行・「道の駅とうごう」行、94系統「道の駅とうごう」行、200系統「イオンタウン日向」行で、「田代局前」停留所下車後、徒歩約390m・約6分。
  - なお、学校近くには、「田代学校下」停留所があり、停留所から学校敷地まで直線距離では約100m程と近いが、学校正門と道路との位置関係で、約560mと大きく遠回りとなる。